# 224 a. C.
El año 224 a. C. fue un año del calendario romano prejuliano. En el Imperio romano se conocía como el año 530 ab urbe condita.

## Acontecimientos
- Consulados de Tito Manlio Torcuato, cos. II, y Quinto Fulvio Flaco, cos. II, en la Antigua Roma.[1]
- Victoria de los cónsules romanos sobre los galos durante la campaña en la que logran pasar al norte del río Po.